# Pandavapura
Pandavapura (en canarés: ಪಾಂಡವಪುರ ) es una ciudad de la India en el distrito de Mandya, estado de Karnataka.

## Geografía
Se encuentra a una altitud de 741 m s. n. m. a 127 km de la capital estatal, Bangalore, en la zona horaria UTC +5:30.

## Demografía
Según estimación 2011 contaba con una población de 20 598 habitantes.